# Margriet Zwanenburg
Margriet Zwanenburg (Marum, 3 maart 1986) is een Nederlands zwemster, die gespecialiseerd is in de schoolslag. Ze werd tweemaal Nederlands kampioene op deze discipline.

## Levensloop
Margriet Zwanenburg verhuisde op 4-jarige leeftijd van Marum naar Joure. In haar eerste wedstrijdzwemjaren trainde ze bij de zwemvereniging Avena (Joure). Later is ze naar HZ&PC (Heerenveen) gegaan om dat daar betere trainingsfaciliteiten waren. Om dezelfde reden is ze daarna naar DZ&PC (Drachten) gegaan. In 2007 verhuisde ze naar Amsterdam waar ze Biomedische Wetenschappen studeert. Na ruim anderhalf jaar bij de NZA gezwommen te hebben zwemt ze sinds eind 2008 bij zwemclub De Dolfijn (Amsterdam).

## Titels
- : 100 m schoolslag NK 2006
- : 200 m schoolslag NK 2006

## Persoonlijke records
| Onderdeel        | 25 m bad | 50 m bad |
| ---------------- | -------- | -------- |
| 50 m schoolslag  | 32,09    | 33,23    |
| 100 m schoolslag | 1.08,67  | 1.11,38  |
| 200 m schoolslag | 2.28,78  | 2.34,82  |